# Carabodes neonominatus
Carabodes neonominatus är en kvalsterart som beskrevs av Subías 2004. Carabodes neonominatus ingår i släktet Carabodes och familjen Carabodidae. Inga underarter finns listade.